# Riku Sanjō
Riku Sanjō (jap. 三条陸 Sanjō Riku; ur. w 1964) – japoński scenarzysta, autor scenariuszy do mang i anime.

## Prace
Anime
- Gaiking
- MD Geist

Manga
- Dragon Quest: Dai no Daibōken
- Beet the Vandel Buster